# Universidad Internacional del Ecuador Fútbol Club
El Club Deportivo Especializado Formativo "UIDE F.C." es auspiciado por la Universidad Internacional del Ecuador. Desde el año 2012 incursiona en el fútbol profesional, afiliado a la Asociación de Fútbol No Amateur de Pichincha "AFNA". Además de la práctica de fútbol también tiene participación en los deportes ecuestres, a través de su club de hípica.
En los cinco años en torneos de segunda categoría en la provincia de Pichincha, ha obtenido un campeonato y un subcampeonato en 2013 y 2014 respectivamente, en la categoría sub-25. Adicionalmente con la categoría sub-18 se obtuvo el vicecampeonato provincial en 2016. 
En su mayoría está conformado por integrantes que cursan sus estudios superiores en la UIDE, quienes demuestran pundonor y responsabilidad en los diferentes torneos que les corresponde competir en representación de la institución que los acoge.

## Uniforme
Local: Camiseta blanca con detalles vino tintos, pantalones blancas con raya frontal vino tinto y medias vino tinto con raya horizontal blanca.
Visitante: Camiseta degradada de negro a gris, pantalones negros y medias blancas.
Marca: Reusch

## Estadio

### Torneos provinciales
| Competición                        | Títulos | Subcampeonatos |
| ---------------------------------- | ------- | -------------- |
| Profesional                        |         |                |
| Segunda Categoría de Pichincha (1) | 2013,   |                |
| Amateur                            |         |                |
| Copa Pichincha (0)                 |         |                |